# 柴崎哲志
柴崎 哲志（しばさき さとし、1991年9月12日 - ）は、日本の男性声優。群馬県出身。尾木プロ THE NEXT所属。

## 略歴
以前は演劇部に所属していた。声優になろうと思ったきっかけは高校時代に芝居の楽しさを知ったことから。楽しいことから続けていて、自然と誘われたという。

## 人物
趣味にはスキーを挙げている。
好きな食べ物は海老。

## 出演

### テレビアニメ
2016年
- 怪盗ジョーカー（従者）
- DAYS（田宮、男子、黄色チーム、蟻明5番、係員 他）

2017年
- CHAOS;CHILD（若者男子B）
- コンビニカレシ（男子生徒、男子、選管男子、日直、藤本 他）

2018年
- パズドラクロス（ドミニオン龍喚士）
- 伊藤潤二『コレクション』（男子、楽器屋店員、男、男子生徒）
- 悪偶 -天才人形-（羅布）

2019年
- ダイヤのA actII（森山誠、久原一丘）
- カードファイト!! ヴァンガード（フロアリーダーD）
- 私、能力は平均値でって言ったよね!（男子生徒、盗賊）

2020年
- プランダラ（ダビの部下、客、魚屋のお兄さん、軍人、生徒 他）
- 魔術士オーフェンはぐれ旅（2020年 - 2023年、村の男たち、ティフィス、ロッテーシャの道場 練習生、エドの道場 練習生） - 2シリーズ

2021年
- 進化の実〜知らないうちに勝ち組人生〜（如月正也）

2022年
- 魔入りました!入間くん（生徒）

2023年
- 夢見る男子は現実主義者（男子生徒B）

2024年
- 魔女と野獣（警官、男性、クレイグ）
- ひみつのアイプリ（2024年 - 2025年、佐藤翔） - 2シリーズ
- 戦隊大失格（視聴者）
- 勇者パーティーを追放された白魔導師、Sランク冒険者に拾われる 〜この白魔導師が規格外すぎる〜（セリオン）

### 劇場アニメ
- 機甲英雄 劇場版 我與我等於無限大（2023年、羅布[23]、鏡像 羅布）

### Webアニメ
- ポケモンジェネレーションズ（2016年 - 2017年）
- 機甲英雄 機鬥勇者 日本語版（2019年、羅布[24]）

### ゲーム
- オランピアソワレ（2020年、柑南[25]）

### ドラマCD
- ひとりじめマイヒーロー（ヨシ）
- 國崎出雲の事情

### ドラマ
- LISMOドラマ 婚前特急-結婚まであと117日-

### 映画
- 僕等がいた

### CM
- プリッツ ろうそく隊

### 舞台
- 劇団THE NEXT extra editionリーディング公演 「エゴエゴ6シックス」（2015年10月22日 - 26日、シアターブラッツ）
- チャリT企画「ジャパコン」（2016年11月 - 12月、座・高円寺）[26]
- 劇団THE NEXT 2017公演「テケテケ西遊記」（2017年10月19日 - 25日、シアターブラッツ）

### PV
- ウマ娘 シンデレラグレイ（2021年、柴崎[27]）

### シリーズ一覧
1. ↑  第1期（2020年）、第3期『アーバンラマ編』（2023年）
2. ↑  第1期（2024年 - 2025年）、第2期『リング編』（2025年）